# دیان مارتل
دیان مارتل (انگلیسی: Diane Martel؛ زادهٔ ) یک طراح رقص، و کارگردان موزیک ویدئو اهل ایالات متحده آمریکا است.